# To the Death
Albums de M.O.P.
Firing Squad
(1996)
To the Death est le premier album studio de M.O.P., sorti le 7 avril 1994.
L'album s'est classé 68e au Top R&B/Hip-Hop Albums.

## Liste des titres
| No  | Titre                      | Contient un (des) sample(s) de                                       | Durée |
| --- | -------------------------- | -------------------------------------------------------------------- | ----- |
| 1.  | Crimetime 1-718 (Intro)    |                                                                      | 1:45  |
| 2.  | Rugged Neva Smoove         |                                                                      | 5:07  |
| 3.  | Ring Ding                  |                                                                      | 3:48  |
| 4.  | Heistmasters               |                                                                      | 4:00  |
| 5.  | Blue Steel                 |                                                                      | 3:26  |
| 6.  | Who Is M.O.P.?? (TV Skit)  |                                                                      | 0:14  |
| 7.  | To the Death               |                                                                      | 3:51  |
| 8.  | Big Mal (Skit)             |                                                                      | 0:07  |
| 9.  | Top of the Line            |                                                                      | 3:30  |
| 10. | This Is Your Brain (Skit)  |                                                                      | 0:19  |
| 11. | Drama Lord                 | Don't Change Your Love des Five Stairsteps                           | 3:34  |
| 12. | F.A.G. (Fake Ass Gangsta)  | Spinning Wheel de Dr. Lonnie Smith How About Some Hardcore de M.O.P. | 4:51  |
| 13. | How About Some Hardcore    |                                                                      | 4:32  |
| 14. | Positive Influences (Skit) |                                                                      | 0:16  |
| 15. | Guns N’Roses               |                                                                      | 4:09  |